# Râul Valea Tăului, Gersa
Râul Valea Tăului este un curs de apă din județul Bistrița-Năsăud, unul din cele două brațe care formează Râul Gersa.

## Hărți
- Harta Munții Rodnei  Arhivat în 22 iulie 2020, la Wayback Machine.
- Harta Munții Rodnei